# Liza Nowa
Liza Nowa [pronunciación en polaco: /ˈliza ˈnɔva/] es un pueblo en el distrito administrativo de Gmina Poświętne, dentro del condado de Białystok, Voivodato de Podlaquia, en el noreste de Polonia. Se encuentra a unos 8 kilómetros suroeste de Poświętne y 39 kilómetros al suroeste de la capital regional Białystok.